# Giáo hoàng Alexanđê VII
Alexanđê VII (Latinh: Alexander VII) là vị giáo hoàng thứ 237 của giáo hội công giáo.
Theo niên giám tòa thánh năm 1806 thì ông đắc cử Giáo hoàng năm 1655 và ở ngôi Giáo hoàng trong 12 năm 1 tháng 16 ngày. Niên giám tòa thánh năm 2003 xác định ông đắc cử Giáo hoàng ngày 7 tháng 4 năm 1655, ngày khai mạc chức vụ mục tử đoàn chiên chúa là ngày 18 tháng 4 và ngày kết thúc triều đại của ông là ngày 22 tháng 5 năm 1667.

## Triều đại giáo hoàng
Giáo hoàng Alexander VII sinh tại Sienna ngày 13 tháng 2 năm 1599 với tên thật là Fabio Chigi. Ông có những cuộc tranh luận với vua Pháp Louis XIV và Hồng y Mazarin. Ông đón tiếp Nữ hoàng Christina của Thụy Điển mới cải đạo theo Công giáo đến Rôma và mời bà ở lại đó. Ông rất ưu đãi gia đình của mình.
Ông cố gắng bằng mọi cách dùng quyền lực, để ngăn chặn sự phát triển lớn mạnh của giáo thuyết Tin Lành, nhất là ở Ý và Anh. Nhân câu chuyện lính phòng vệ của Tòa thánh làm nhục De Créqui – chánh sứ của vua Pháp tại thành Rôma, Louis XIV đòi Giáo hoàng Alexander VII phải cho người sang Pháp xin lỗi nếu không sẽ chiếm hai vùng Avignon và Venaissin của Tòa thánh và còn có thể đem quân sang Ý nữa. Cuộc đụng độ giữa Tòa thánh và chủ trương Pháp giáo ngày càng căng thẳng.

## Văn chương, nghệ thuật
Giáo hoàng Alexander VII cũng là một người ham thích nghệ thuật, văn chương. Ông quyết định trang hoàng quảng trường Đền thờ Thánh Phêrô bằng hàng cột Bernini và 2 đài phun nước. Bernini thiết kế quảng trường St Peter, dưới thời Giáo hoàng Alexander VII (1655 -1667).
Mục đích của ông là mở rộng mặt tiền nhà thờ để hàng nghìn người có thể nhìn thấy và được Giáo hoàng ban phước. Vì vậy ông tạo ra một hình êlip, với 4 dãy cột bao bọc quảng trường.
Những dãy cột tượng trưng cho những cánh tay của nhà thờ. Phía trên có tổng cộng 140 bức tượng thánh. 90 bức là tác phẩm của những phụ tá của Bernini, chủ yếu là Lazzaro Morelli và Giovanni Maria de Rossi. 

## Vấn đề lễ nghi Trung Hoa
Năm 1649, cha Morales trở lại Trung Quốc mang theo sắc lệnh 1645 của đức Innocent X cấm thờ cúng tổ tiên và trao cho bề trên dòng Tên. Thấy vậy, dòng Tên sai cha Martinez đem vấn đề lễ nghi Trung Hoa trình bày một cách khéo léo và xin Tòa thánh xem xét lại. 
Ngày 23.6.1656, Alexander VII đã ký một sắc lệnh khác sau khi nghe tòa Truy tà phúc trình. Sắc lệnh cho phép thi hành những lễ nghi mà cha Martinez đã trình bày "nếu cha Martinez (SJ) trình bày đúng sự thật".
Ông đã chứng duyệt sự lên án phái Jansenius đã được Innôcentê X công bố và đặt quyển Lettres provinciales của Pascal vào mục lục sách cấm. Ông đã đại diện chính quyền Giáo hoàng trong các cuộc thương thuyết chuẩn bị cho hiệp ước Westphalia chấm dứt chiến tranh ba mươi năm.